# Диппель, Иоганн Конрад
Иоганн Конрад Диппель (нем. Johann Konrad Dippel; 10 августа 1673 — 25 апреля 1734) — немецкий врач, теолог, алхимик.

## Биография
Иоганн Конрад Диппель, родившийся в замке Франкенштейн и потому иногда добавлявший к своей фамилии определение Франкенштейнский (лат. Franckensteinensis) — немецкий учёный и алхимик, по мнению некоторых источников ставший прототипом Виктора Франкенштейна — главного героя романа Мэри Шелли «Франкенштейн, или Современный Прометей» (1818).
Читал лекции по хиромантии и алхимии в Германии, Голландии, Дании, Швеции, России. Всюду подвергался преследованиям последователями христианской церкви.
После изучения теологии, философии и алхимии, он создал масло, которое должно было стать мечтой алхимиков — эликсиром бессмертия. Состояло оно из крови, костей и других частей животных. Среди его многочисленных трудов по анатомии были такие эксперименты, как кипячение частей человеческого тела в огромном чане с целью создать искусственное существо, а также попытка переместить душу из одного тела в другое, при помощи воронки, шланга и смазки.
В 1704 году, Иоганн Конрад оставил надежды на университет и на церковные назначения, и уехал в Берлин, следуя своей алхимической карьере.
В 1707 году, Диппель оставляет Берлин и отправляется в Голландию, где изучает медицину в Лейдене. Он получает диплом доктора медицины в 1711 году. Казалось, что теперь начнется период стабильного благополучия, поскольку Диппель купил дом в пригороде Амстердама и начал заниматься медициной. Увы, склонность к желчности проявилась ещё раз, и три года спустя, он поглощенный рядом политических авантюр, достигает высшей точки — семилетнее заключение на датском острове Борнхольм. После освобождения (по требованию королевы Дании), Диппель отправился в Христианию в гости к богатому торговцу Хофмейстеру (в 1726 году), а позже, в 1727 году, приехал в Стокгольм, в качестве судебного врача.
С декабря 1729 г. жил в Берлебурге.
Остаток жизни старый философ провел в Швеции и в Северной Германии.
Имя Диппеля также упоминается среди переводчиков Берлебургской Библии.